# 黄雪姣
黄雪姣（HUANG Xuejiao，1984年12月23日—），中国女子曲棍球運動員，亦為中国国家女子曲棍球队成員，司職后卫。

## 簡歷
2010年11月，黄雪姣代表中國出戰廣州亞運會，參加曲棍球比賽，奪得金牌。